# Кодекс 054
Кодекс 054 (Gregory-Aland), ε 59, — унциальный манускрипт Нового Завета на греческом языке, палеографически датирован VIII веком.

## Особенности рукописи
Рукопись содержит текст Евангелии от Иоанна (16:3-19:41), на 6 пергаментных листах (29 x 18,5 см). Текст на листе расположен в одной колонке, 36 строки в колонке. Греческий текст рукописи отражает византийский тип текста, с некоторыми разночтениями. V категория Аланда.
На полях рукописи приведено традиционное разбиение Аммония, но каноны Евсевия отсутствуют.
В настоящее время рукопись хранится в Ватиканской библиотеке (Barberini Gr. 521).